# نورثروپ وای‌اف-۲۳
نورثروپ وای‌اف-۲۳ (به انگلیسی: Northrop YF-23) یک هواپیمای ساختِ کارخانهٔ نورثروپ و مک‌دانل داگلاس در کشور ایالات متحده آمریکا است که در سال ۱۹۸۹–۹۰ ساخته شد. نخستین استفاده‌کنندهٔ این هواپیما نیروی هوایی ایالات متحده آمریکا بوده‌است. این هواپیما برای نخستین بار در ۲۷ اوت ۱۹۹۰ مورد استفاده قرار گرفت.

## نسل پنجم هواپیمای جنگنده
نورثروپ/مکدانل داگلاس وای اف-۲۳ یک هواپیمای جنگنده مخفی کار (رادارگریز)، نسل پنجم و اثباتگر تکنولوژی طراحی شده برای نیروی هوایی ایالات متحده است.
جنگنده‌ای که در نهایت برای رقابت در پروژه جنگنده تاکتیکی پیشرفته (Advanced Tactical Fighter) ایالات متحده ساخته شده بود تا برای قرارداد تولید با لاکهید وای اف ۲۲ رقابت کند.
دو نمونه اولیه از وای اف ۲۳ ساخته شد، با نام‌های مستعار "بیوه سیاه II" و " شبح خاکستری".
در دهه ۱۹۸۰، نیروی هوایی ایالات متحده به دنبال جایگزینی برای هواپیماهای جنگنده خود، به خصوص برای مقابله با جنگنده‌های پیشرفته سوخو ٢٧  و میگ ۲۹های نیروی هوایی شوروی بود. چندین شرکت طرح‌های پیشنهادی خود را ارائه دادند؛ نیروی هوایی ایالات متحده پیشنهادهایی از نورثروپ و لاکهید را انتخاب کرد.
نورثروپ با مکدانل داگلاس برای توسعه وای اف ۲۳ تیمی را تشکیل داد، در حالی که لاکهید، بوئینگ و ژنرال داینامیکس وای اف ۲۲ را توسعه دادند.

## طراحی
طرح نورثروپ دارای پنهان‌کاری بیشتر (رادارگریزتر)، قابلیت حمل تسلیحات بیشتر، شعاع عملیاتی بالاتر و سریعتر بود، ولی چابکی (قابلیت مانور) کمتری از رقیبش داشت.
پس از یک فرایند توسعه و ارزیابی چهار ساله، وای اف ۲۲ در سال ۱۹۹۱ برنده شد و با عنوان لاکهید مارتین اف ۲۲ رپتور وارد چرخه تولید شد. نیروی دریایی ایالات متحده در نظر داشت از نسخه تولیدی جنگنده تاکتیکی پیشرفته ATF به عنوان مبنایی برای جایگزینی اف ۱۴ استفاده کند، اما این برنامه بعداً لغو شد. دو نمونه اولیه وای اف-۲۳ در سال ۲۰۱۰ در موزه به نمایش گذاشته شدند.
از ویژگی‌های این جنگنده می‌توان به سطح لوزی شکل ان اشاره کرد که باعث انحراف امواج رادار می‌شود و همچنین سرعت ۲ ماخ بدون پس سوز اشاره کرد. طراحی بسیار دقیق بدنه و بال‌های الماسی و حفظ سرعت کروز بدون پس سوز تا ۲ ماخ اندکی باعث کاهش مانور پذیری ان می‌شد ولی طراحان یک نمونه اولیه واقعاً بی نقص را پیشنهاد دادند این طراحی به قدری هوشمندانه بود که بازتابش بسیار محدود بدنه به اپراتور رادار زمینی توسط سیستم‌های فوق پیشرفته ECM خنثی می‌شد و تقریباً هیچ اثری را از این جنگنده باقی نمی‌گذاشت. دو موتور برای دو مدل ساخته شده این جنگنده ساخته شد یکی YF119 ساخت پرت و ویتنی و دیگری YF120 ساخت جنرال الکتریک. دو کپی اف ۲۳ یکی بیوه سیاه و دیگری شبه خاکستری نام گرفت. مدل شبح خاکستری با وجود موتور YF120سرعت سوپر کروز (سرعت مافوق صوت در مدت و مسافت طولانی) بیشتری نسبت به جنگنده اف۲۲ داشت و در یک یورش کامل می‌توانست سرعت خود را تا ۱/۸ ماخ برساند حتی با وجود موتور ضعیف تر YF119 هم می‌توانست یک یورش کامل را با سرعت ۱٫۴ ماخ انجام دهد.
اف۲۳ طراحی گردتری نسبت به اف۲۲ داشت و جایگاه خلبان در میان قسمت جلویی بدنه قرار داشت و مجهز به انواع سیستم‌های فوق پیشرفته و مدرن بودند و برای همراهی با موتورهای دوقلوی آن ورودی‌های هوا زیر بدنه و خروجی‌های آن به شکل دو کاشی پشت بدنه قرار گرفته‌اند باله‌های دمی هواپیما V شکل و باله‌های ایلی ان آرایش الماسی دارند همچنین قرارگیری اتاق خلبان در محلی بسیار نزدیک به دماغه دید خلبان را بسیار افزایش می‌دهد.
در طراحی پیشران این هواپیما از مجراهای هوای S شکل استفاده شد تا کمپرسورهای محوری موتور مقابل امواج رادار محافظت شوند. خروجی‌های موتور به جای نازل‌های کنترل جهت پیشران (که نیرو را در جهت دلخواه هدایت می‌کنند و در اف ۲۲ هم از آن استفاده شد) ثابت طراحی شدند و حرارت موتور آن در کل به گونه ای طراحی شدند که از هدف قرار گرفتن توسط موشک‌های حرارتی جلوگیری شود.
مشخصات YF23:
خدمه: ۱
طول: ۲۰/۶۰ متر
طول بال: ۱۳/۳۰ متر
ارتفاع: ۴/۳۰ متر
مساحت بال: ۸۸ متر مربع
وزن خالی: ۱۴۹۷۰ کیلوگرم
وزن با تسلیحات: ۲۳۳۷۰ کیلوگرم
حدااکثر وزن برخاست: ۲۹۰۰۰ کیلوگرم
پیشرانه: دو موتور YF120 جنرال الکتریک یا YF119 پرات و ویتنی توربوفن با توان هر یک ۱۵۶ کیلو نیوتون
حداکثر سرعت: بالای ۲/۲ ماخ (بالای ۱۶۵۰مایل بر ساعت یا ۲۶۵۵ کیلومتر بر ساعت)
کروز سرعت: ۱٫۶ ماخ (۱۰۶۰ مایل بر ساعت یا ۱۷۰۶ کیلومتر بر ساعت)
برد :بیش از ۴۵۰۰ کیلومتر
برد عملیاتی: ۱۳۸۰ تا ۱۴۸۰ کیلومتر
سقف پرواز: ۱۹۸۰۰ متر
توان بارگیری بال: ۲۶۵ کیلوگرم بر متر مربع
نسبت تراست به وزن ۱/۳۶
تسلیحات:
۱- یک مسلسل ۳۰ میلی‌متری M61 ولکان
۲–۴ تیر موشک هوا به هوای AIM-120 AMRAAM یا AIM-7 sparrow
۳- دو تیر موشک هوا به هوای AIM-9 sidewinder
نیروی محرکه: دو موتور توربوفن YF119 ساخت پرات و ویتنی با کشش ۱۵۷۵۰ کیلوگرم

## نگارخانه

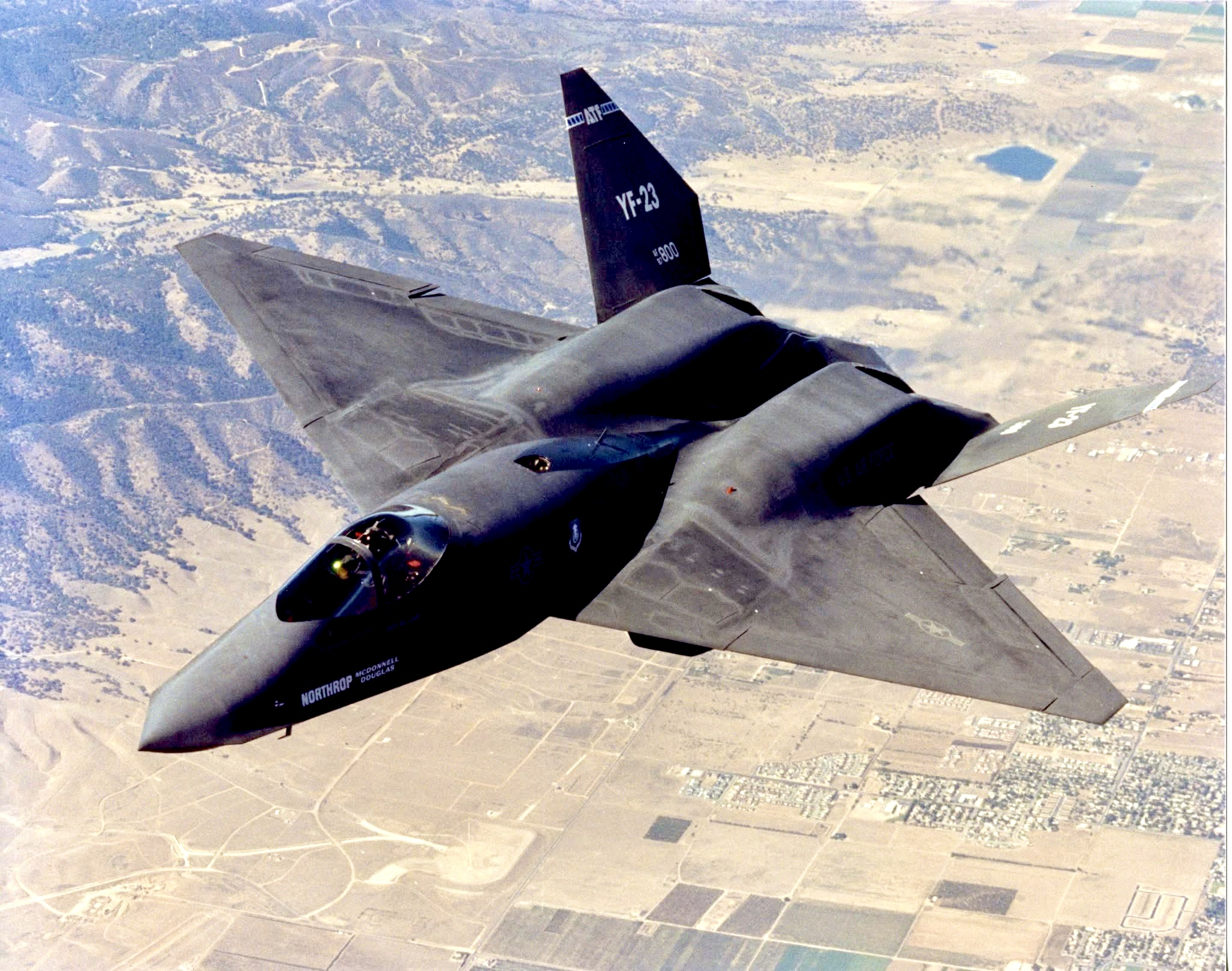
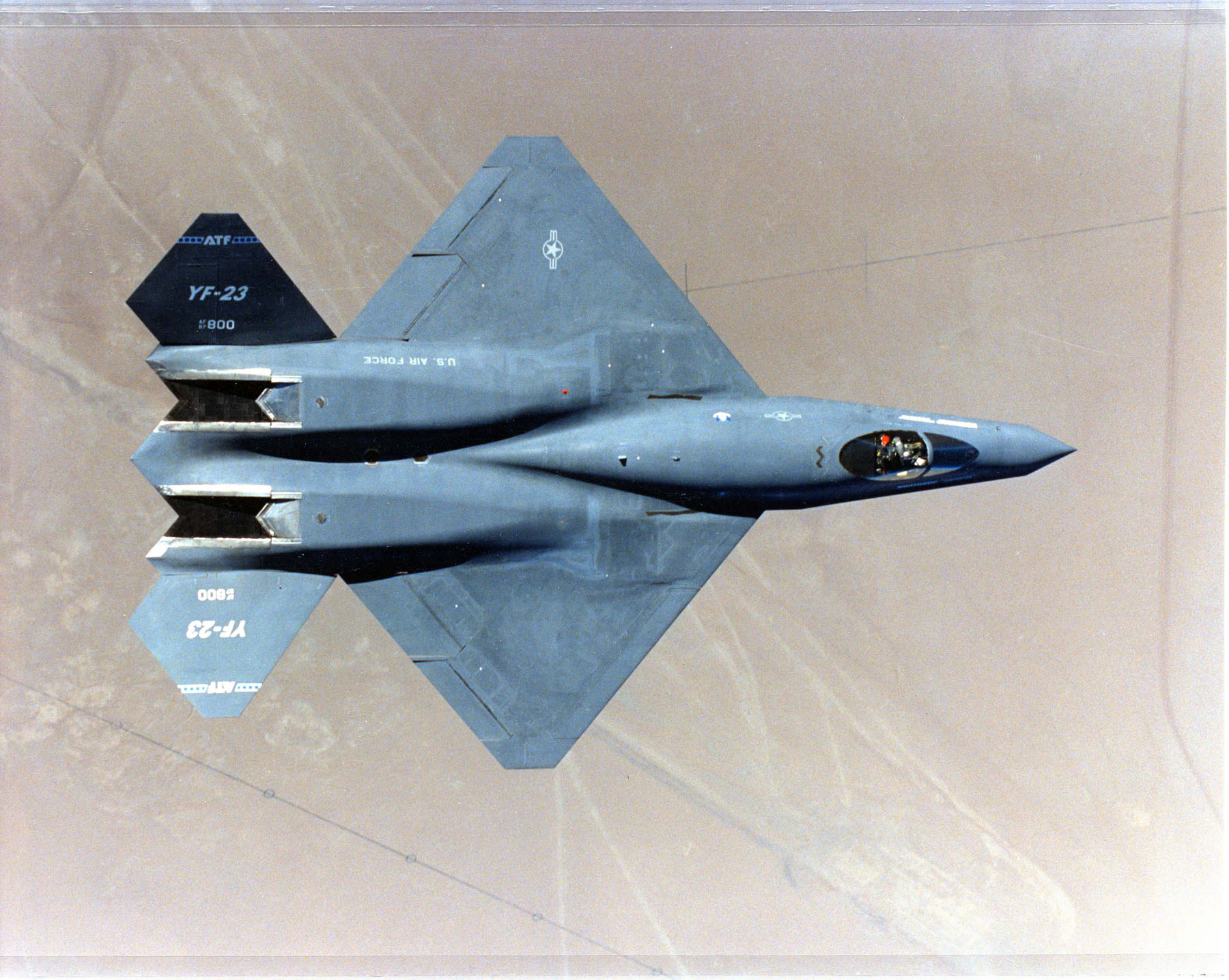
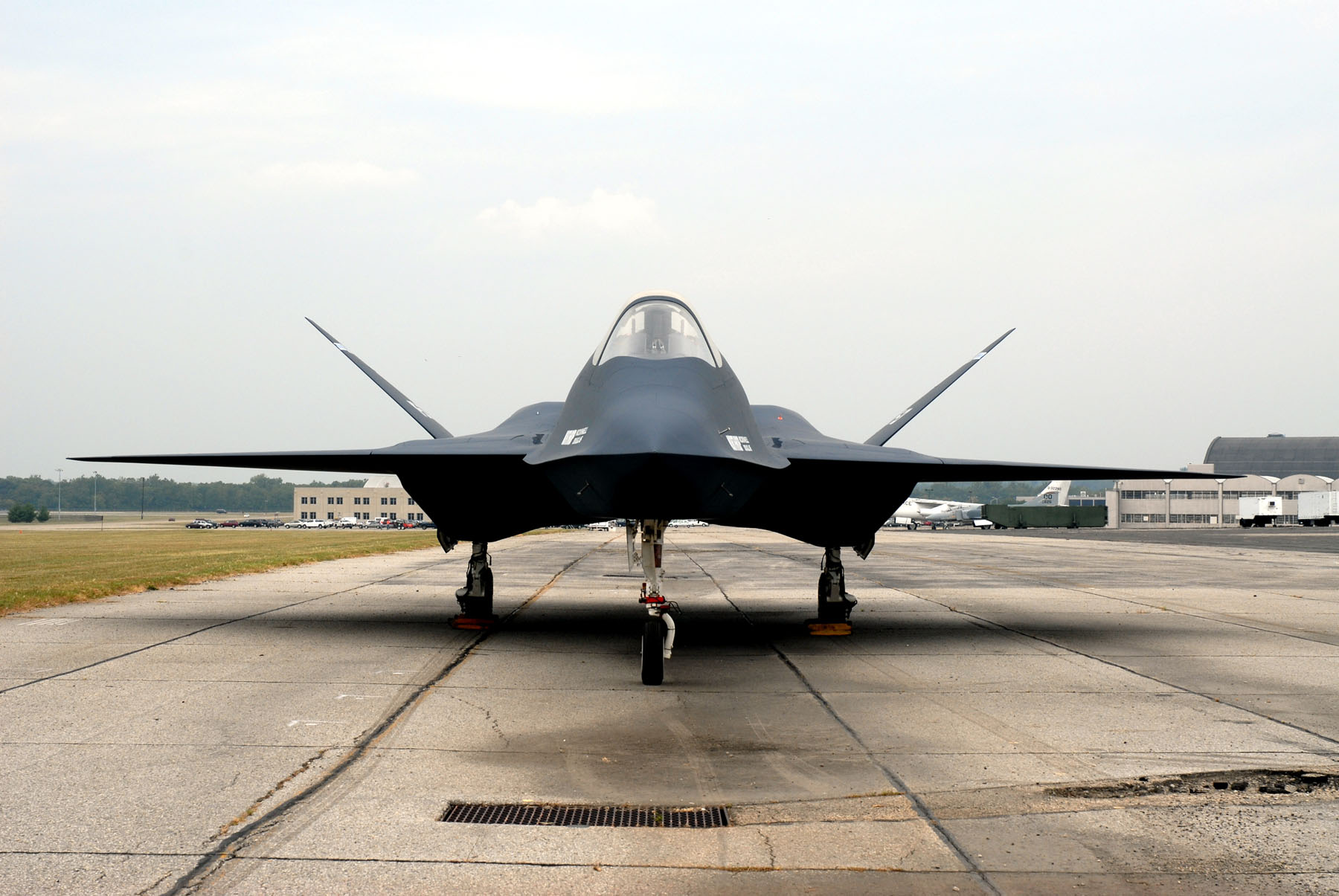
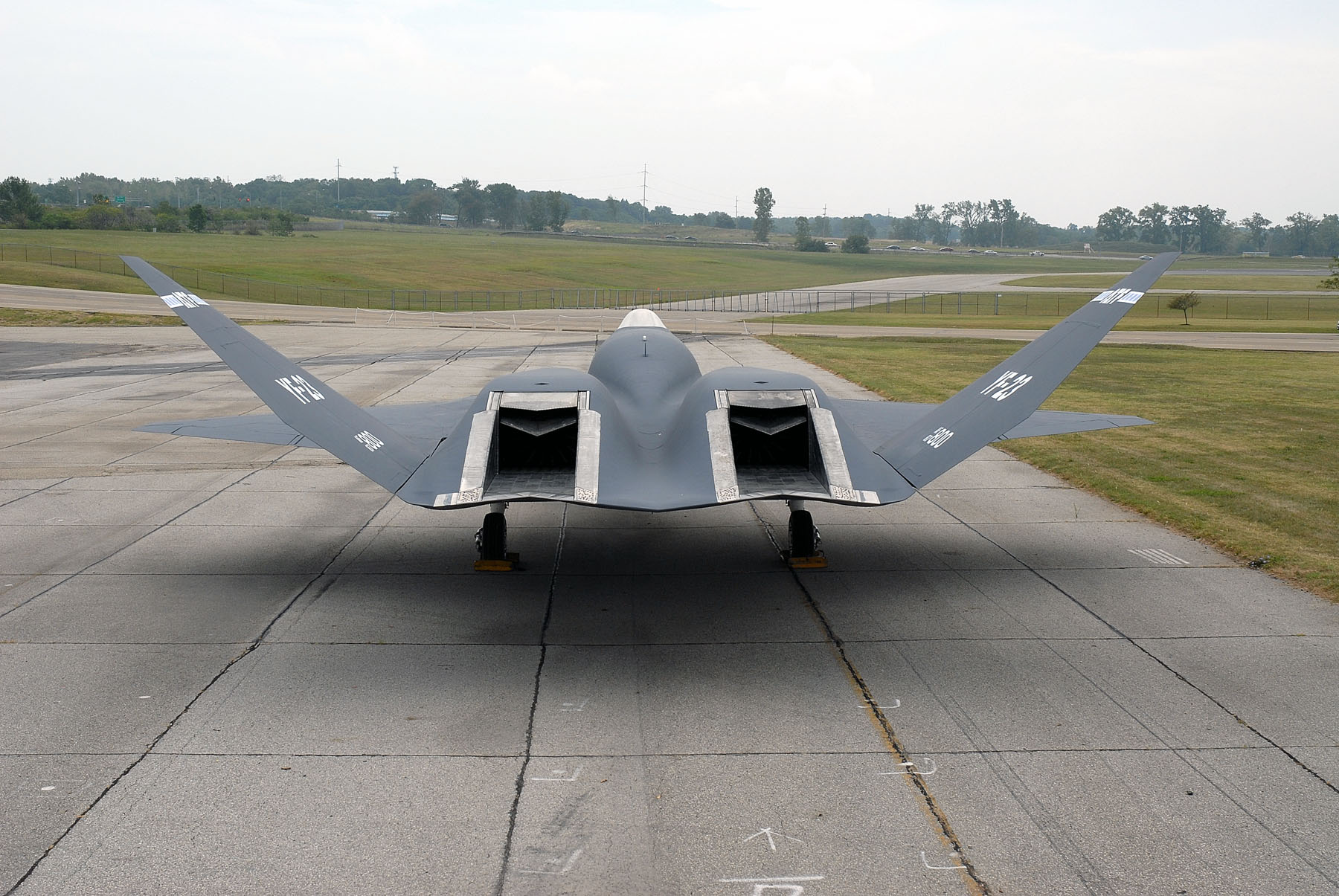
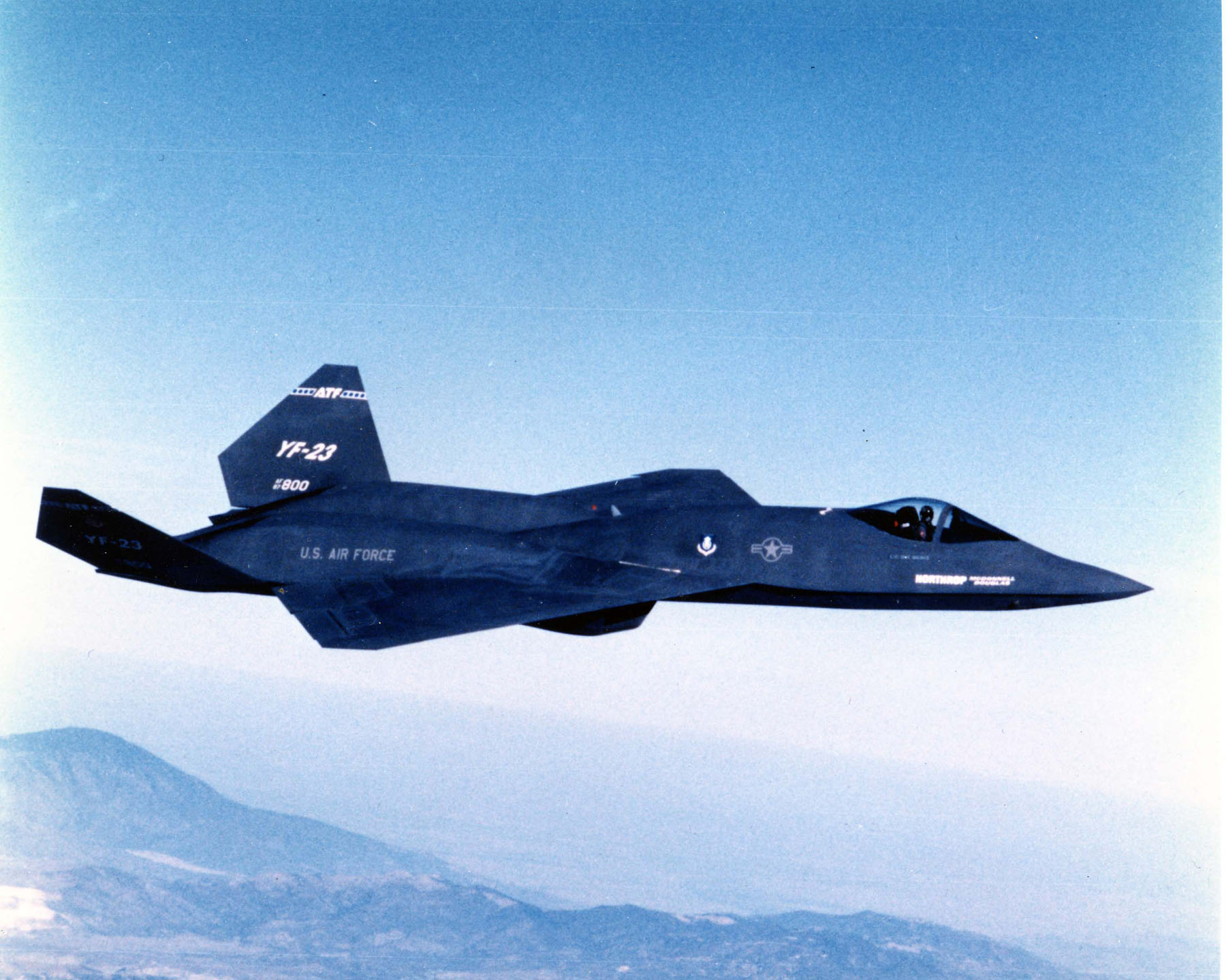
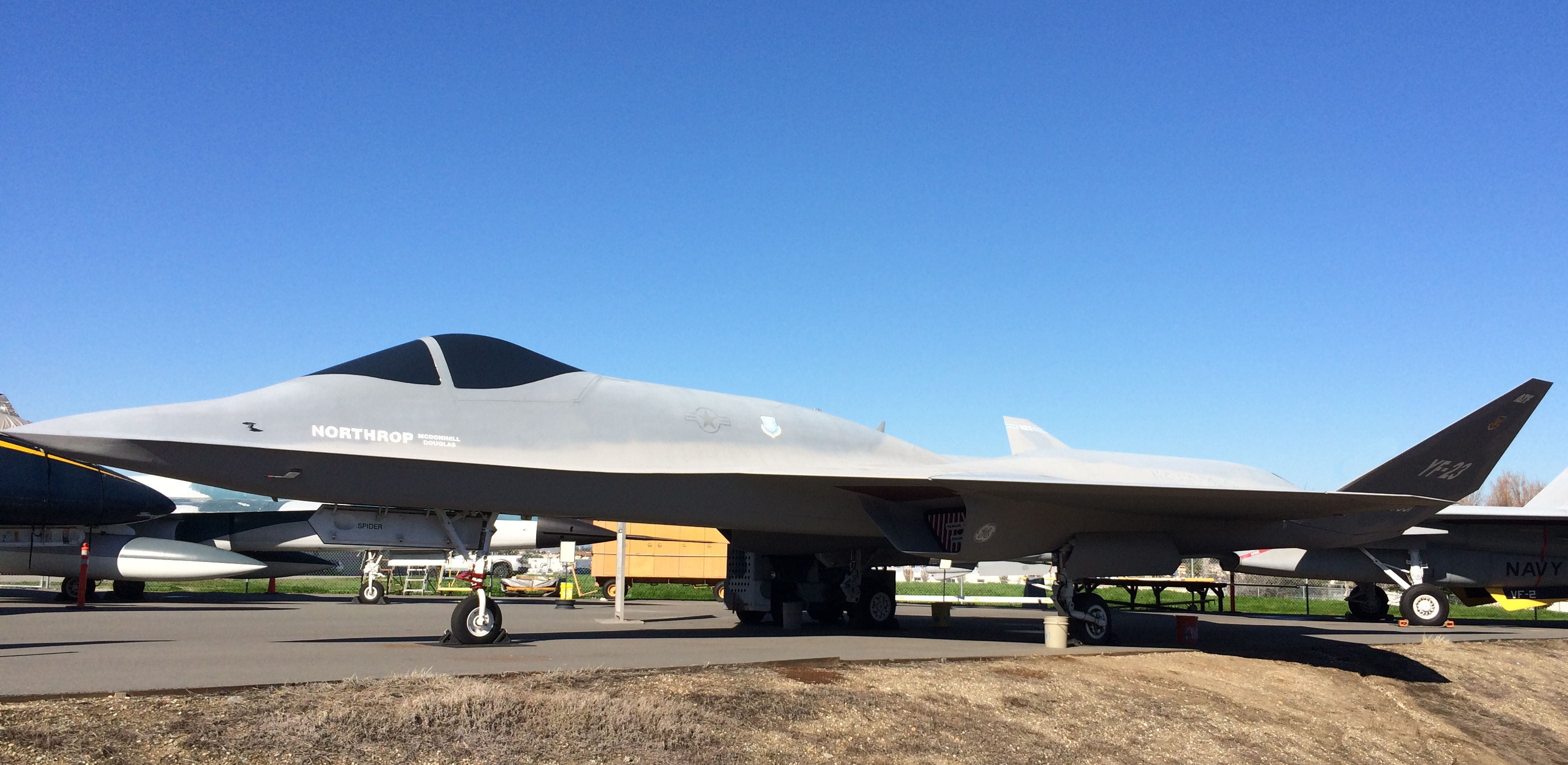